# AMT AutoMag III

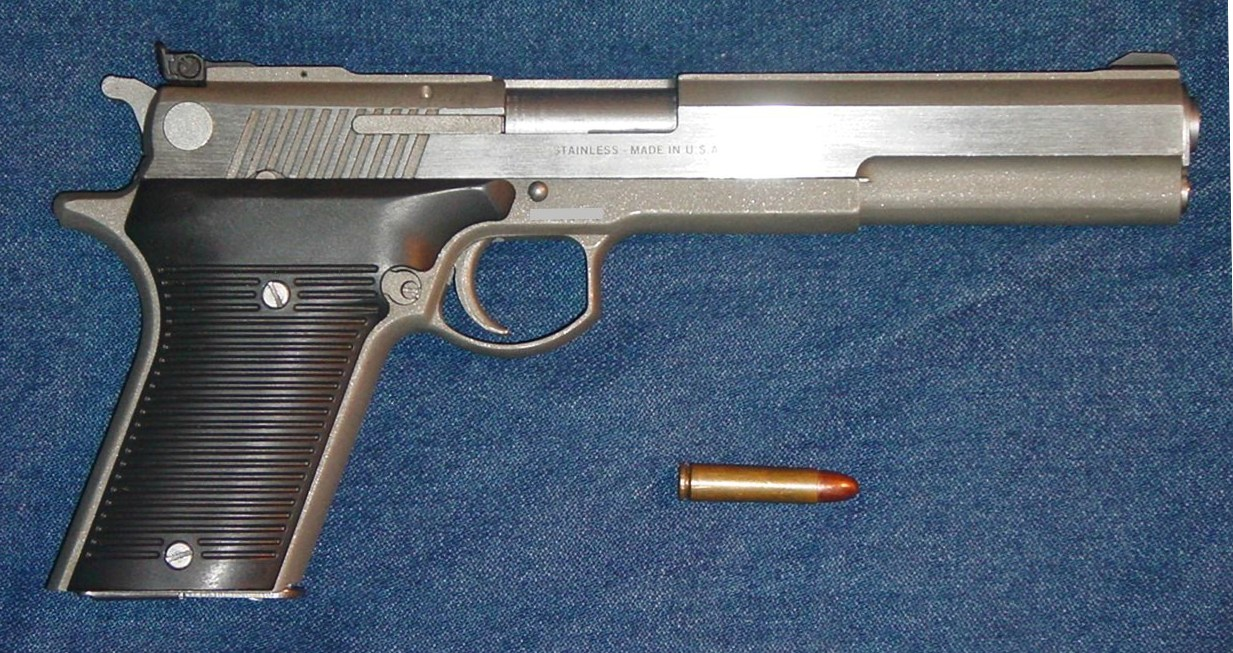
Automag III

Die AMT Automag III ist eine halbautomatische Single-Action-Pistole, die von Harry Sanford, dem Erfinder der ersten Automag, entworfen wurde. Die Automag III ist für die .30-Karabinerpatronen vorgesehen, die ursprünglich  im Zweiten Weltkrieg für den M1-Karabiner entwickelt wurden. Es waren ursprünglich auch 9-mm-Winchester-Magnum-Patronen vorgesehen. Nur die originale AMT-Produktionspistolen wurden in 9 mm Winchester Magnum hergestellt. Spätere Produktionen erfolgten für .30-Karabiner. Die Pistole besteht aus Edelstahl und hat ein 8-fach-Stangenmagazin.